# Jessica Long
Jessica Tatiana Long (nacida como Tatiana Olegovna Kirillova, Irkutsk, 29 de febrero de 1992) es una deportista estadounidense que compite en natación adaptada. Ganó 29 medallas en los Juegos Paralímpicos de Verano entre los años 2004 y 2020.

## Palmarés internacional
| Juegos Paralímpicos | Juegos Paralímpicos     | Juegos Paralímpicos | Juegos Paralímpicos          |
| Año                 | Lugar                   | Medalla             | Prueba                       |
| ------------------- | ----------------------- | ------------------- | ---------------------------- |
| 2004                | Atenas (Grecia)         | Medalla de oro      | 100 m libre S8               |
| 2004                | Atenas (Grecia)         | Medalla de oro      | 400 m libre S8               |
| 2004                | Atenas (Grecia)         | Medalla de oro      | 4 × 100 m libre (34 ptos.)   |
| 2008                | Pekín (China)           | Medalla de oro      | 100 m mariposa S8            |
| 2008                | Pekín (China)           | Medalla de oro      | 100 m libre S8               |
| 2008                | Pekín (China)           | Medalla de oro      | 400 m libre S8               |
| 2008                | Pekín (China)           | Medalla de oro      | 200 m estilos SM8            |
| 2008                | Pekín (China)           | Medalla de plata    | 100 m espalda S8             |
| 2008                | Pekín (China)           | Medalla de bronce   | 100 m braza SB7              |
| 2012                | Londres (Reino Unido)   | Medalla de oro      | 100 m braza SB7              |
| 2012                | Londres (Reino Unido)   | Medalla de oro      | 100 m mariposa S8            |
| 2012                | Londres (Reino Unido)   | Medalla de oro      | 100 m libre S8               |
| 2012                | Londres (Reino Unido)   | Medalla de oro      | 400 m libre S8               |
| 2012                | Londres (Reino Unido)   | Medalla de oro      | 200 m estilos SM8            |
| 2012                | Londres (Reino Unido)   | Medalla de plata    | 100 m espalda S8             |
| 2012                | Londres (Reino Unido)   | Medalla de plata    | 4 × 100 m estilos (34 ptos.) |
| 2012                | Londres (Reino Unido)   | Medalla de bronce   | 4 × 100 m libre (34 ptos.)   |
| 2016                | Río de Janeiro (Brasil) | Medalla de oro      | 200 m estilos SM8            |
| 2016                | Río de Janeiro (Brasil) | Medalla de plata    | 100 m braza SB7              |
| 2016                | Río de Janeiro (Brasil) | Medalla de plata    | 400 m libre S8               |
| 2016                | Río de Janeiro (Brasil) | Medalla de plata    | 4 × 100 m libre (34 ptos.)   |
| 2016                | Río de Janeiro (Brasil) | Medalla de bronce   | 100 m espalda S8             |
| 2016                | Río de Janeiro (Brasil) | Medalla de bronce   | 100 m mariposa S8            |
| 2020                | Tokio (Japón)           | Medalla de oro      | 100 m mariposa S8            |
| 2020                | Tokio (Japón)           | Medalla de oro      | 200 m estilos SM8            |
| 2020                | Tokio (Japón)           | Medalla de oro      | 4 × 100 m estilos (34 ptos.) |
| 2020                | Tokio (Japón)           | Medalla de plata    | 100 m braza SB7              |
| 2020                | Tokio (Japón)           | Medalla de plata    | 400 m libre S8               |
| 2020                | Tokio (Japón)           | Medalla de bronce   | 100 m espalda S8             |

## En la cultura popular
La historia de Jessica Long fue retratada en una emotiva publicidad de TOYOTA para el Super Bowl 2021, y en un programa de la NBC de 2014, "Un largo camino a casa", donde conoce a su madre por primera vez. “Fue algo sorprendente, algo especial. Lo voy a recordar para siempre“, fueron sus palabras después del emotivo encuentro.